# Mops demonstrator
Mops demonstrator är en däggdjursart som först beskrevs av Thomas 1903.  Mops demonstrator ingår i släktet Mops och familjen veckläppade fladdermöss. Inga underarter finns listade.

## Utseende
Med en kroppslängd (huvud och bål) av 76 till 82 mm, en svanslängd av 27 till 37 mm och en vikt av 20 till 24 g är arten ganska liten inom släktet Mops. Den har 41 till 46 mm långa underarmar, bakfötter av 8 till 11 mm längd och 16 till 18mm stora öron. Typisk är en kort päls på ovansidan i brun med gråa eller silverfärgade nyanser samt en ljusgrå, krämfärgad eller vit päls på undersidan. Huvudets topp är oftast mörkast och nästan svart. Andra mönster finns inte. Andra kännetecken är en mörkgrå flygmembran, sju till åtta veck i övre läppen och en hudremsa på hjässan som sammanlänkar öronen. Örats tragus är påfallande liten. Hannar har en doftkörtel bakom sin penis.

## Utbredning
Denna fladdermus förekommer i Afrika mellan Elfenbenskusten och Sudan. Habitatet utgörs av savanner och andra gräsmarker med glest fördelade träd. Arten vistas ofta nära vattendrag. Individerna vilar i trädens håligheter eller i hålrum under trädrötter.

## Ekologi
När fladdermusen jagar flyger den vanligen 8 till 25 meter ovanför marken. Antagligen har honor endast en kull per år men tidpunkten varierar beroende på population. Vid viloplatsen samlas vanligen 2 till 10 individer och ibland 45 exemplar. Det hittades flockar med endast honor och blandade flockar.

## Hot
Begränsade populationer hotas av landskapsförändringar. Till exempel när gamla träd som erbjuder gömställen röjs. Hela beståndet minskar men den är fortfarande stor. IUCN listar arten som livskraftig (LC).